# Agara, Mulbagal
Agara là một làng thuộc tehsil Mulbagal, huyện Kolar, bang Karnataka, Ấn Độ.